# Stratocles forcipatus
Stratocles forcipatus är en insektsart som beskrevs av Bolívar 1896. Stratocles forcipatus ingår i släktet Stratocles och familjen Pseudophasmatidae. Inga underarter finns listade i Catalogue of Life.